# Ordine al merito dello stato della Renania-Palatinato
L'Ordine al merito dello stato della Renania-Palatinato è un ordine cavalleresco del Land tedesco della Renania-Palatinato.
È stato fondato il 2 ottobre 1981 ed è concesso dal presidente dei ministri della Renania-Palatinato di sua iniziativa oppure su proposta di un membro del governo provinciale.
L'ordine non può contare più di 800 insigniti in vita. Al 2012 era stato assegnato a circa 960 persone.

## Insegne
- L'insegna, che a differenza di quelle di molti altri ordini dei Länder tedeschi non si porta al collo, ma sul petto con una spilla, è costituita da croce maltese smaltata di rosso con bordo oro e con al centro l'emblema del Land.
- Il nastro è giallo con due strisce rosse ai bordi circondate da due sottili strisce nere.